# TOEFL
Тестът по английски като чужд език (на английски: Test of English as a Foreign Language, TOEFL; на български се произнася тойфел) оценява възможностите за разбиране и използване на стандартен американоанглийски на университетско ниво. Много американски и англоезични колежи и университети изискват другоезичните кандидати за прием да държат този изпит. TOEFL е разработен от Образователното изпитващо бюро (ETS 'Educational Testing Service'), което е сключило договор с частната, нямаща за цел печалба, фирма Колидж Борд (на английски: College Board) да ръководи изпита в институции в САЩ; те разработват и SAT, изпит, който се изисква при кандидатстване в по-престижните колежи и университети в САЩ.
Тестът обикновено се прави на компютър, въпреки че хартиеният вариант също е на разположение там, където няма възможност за работа с компютри. TOEFL може да се държи в целия свят.
Изпитът се състои от 4 части:
- Първа част: Четене (Reading Comprehension)
- Втора част: Слушане (Listening Comprehention)
- Трета част: Говорене (Speaking)
- Четвърта част: Писане ( Writing)

Изпитът съществува от 1964 г. и оттогава над 25 милиона души са го държали. През 2006 г. излезе нова версия на теста. Тя се казва Новото поколение TOEFL и включва диагностични сведения за силните и слабите страни на този, който полага изпита. Тест за говорене става част от изпита през 2006 г., когато Учебният Тест за Говорене на TOEFL (TAST 'TOEFL Academic Speaking Test') бива включен към основата на TOEFL. Самостоятелният TAST е било възможно да се държи само за упражнения и се е поръчвал по телефона. TAST оценява способността на държащия изпита да говори английски ясно и гладко.
Изпитът IELTS (International English Language Testing System) е подобен на TOEFL, но е ориентиран към британоанглийския.
Internet Based Toefl се състои от четири части:
- четене с разбиране /Reading Comprehension/ времетраене: 60-100 минути
- слушане с разбиране /Listening Comprehension/ времетраене: 60-90 минути

почивка: 5-10 минути
- говорене /Speaking/ времетраене: 20 минути
- есе и тема /Writing/ времетраене: 50 минути

Reading Comprehension съдържа между 3 и 5 текста, като към всеки текст са зададени средно по 13 въпроса. Времето за изпълнение на задачата е от 60 до 100 минути.
Listening Comprehension съдържа две еднакви части, които от своя страна съдържат 1 разговор и 2 лекции всеки.
Speaking Section е съставена от 6 типови теми, по които се говори по 45-60 сек. в зависимост от въпроса.
Writing Section е съставена от едно есе, което трябва да бъде написано за 30 мин. и тема, която е отговор на въпрос. Информацията за този въпрос се дава непосредствено преди задаването му. Първо се чете текст по темата, а после се слуша лекция. Времето е 20 мин.